# Ulsterští dobrovolníci

Vlajka

Ulsterští dobrovolníci (anglicky Ulster Volunteers) byla unionistická milice založena v roce 1912, aby blokovala snahy vytvoření vlastní samosprávy pro Irsko, které bylo tehdy součástí Spojeného království. Ulsterští dobrovolníci vznikli v provincii Ulster v Irsku, kde tvoří unionisté a ulsterští protestanti většinu obyvatelstva. Mnozí protestanti v Ulsteru se báli katolické vlády v dublinském parlamentu a začali ztrácet své silné vazby s Británií. V roce 1913 se milice spojily do organizace ulsterské dobrovolnické síly (UVF) a slíbily britské vládě, že zničí jakýkoliv pokus o zavedení irské vlády v Ulsteru. Později, téhož roku, založili irští nacionalisté organizaci Irští dobrovolníci, která chtěla zachovat irskou nadvládu v Ulsteru. V dubnu 1914 UVF propašovalo do Ulsteru 25 000 pušek. Krize mezi oběma organizacemi byla zastavena v srpnu 1914 po vypuknutí první světové války. Mnoho členů UVF narukovalo do britské armády v 36. (ulsterské) divizi a šlo bojovat na západní frontu.
Po první světové válce britská vláda souhlasila, že rozdělí Irsko do dvou samosprávných krajů: Severní Irsko (vytvořené z šesti ulsterských hrabství s protestantskou většinou) a Jižní Irsko. V roce 1920 však začala zuřit britsko-irská válka a Irská republikánská armáda (IRA) vyhlásila Irskou republiku a začala útočit na britské síly v Irsku. V reakci na tyto útoky bylo UVF znovu obnoveno, ale toto obnovení bylo do jisté míry neúspěšné a UVF se včlenilo do ulsterské speciální policie (USC).
V roce 1966 vznikla polovojenská skupina, která sama sebe nazvala ulsterské dobrovolnické síly. Tvrdila, že je přímým nástupcem starší organizace a používala stejné logo, ale nejsou mezi nimi žádné organizační vazby.